# 蔡延松
蔡延松（1932年—），男，广东潮安人，中华人民共和国政治人物，曾任中华人民共和国林业部副部长，中国绿化基金会常务副主席。